# Josipa Lisac
Josipa Lisac (pronunțat [jɔ̌sipa lǐːsat͡s] ; n. 14 februarie 1950, Zagreb, Republica Socialistă Croația, RSF Iugoslavia) este o cântăreață croată de pop rock. 

## Biografie
În anii 1960, Lisac a fost vocalista grupului Zlatni Akordi. Primul ei album solo, Dnevnik jedne ljubavi (Jurnalul unei iubiri), înregistrat în 1973 cu casa de discuri Jugoton, a avut un succes uriaș și rămâne astăzi unul dintre cele mai legendare albume din Croația. Jurnalista și producătorul Peca Popović a menționat că Dnevnik jedne ljubav a fost, de asemenea, al patrulea disc rock și primul disc al unei cântărețe care a fost lansat în Iugoslavia.
Gubec-beg a fost prima operă rock croată și a cincea din lume în care Josipa a interpretat rolul Janei. Opera a avut premiera în 1975, iar aria „Ave Maria” a fost o melodie de excepție pe care Josipa încă o susține în concert. Opera rock a fost creată de Karlo Metikoš, Ivica Krajač și Miljenko Prohaska.  Spectacolul a avut loc și în jurul Iugoslaviei, la Budapesta, Trieste, Roma și Saint Petersburg. A fost văzut de aproximativ un milion de oameni. În același an, a înregistrat un album de jazz în colaborare cu Ernie Wilkins, Clark Terry, Albert Mangelsdorff și Johnny Basso, produs de Boško Petrović și Karlo Metikoš.  
În 1987, Josipa Lisac a fost concurentă în competiția de preselecție, Jugovizija, pentru a reprezenta Iugoslavia la Concursul Eurovision din 1987. Ea a cântat hitul său, Gdje Dunav ljubi nebo (Unde Dunărea sărută cerul) și a terminat pe locul 9 din 24. La scurt timp după lansarea albumului Boginja (Zeița), a devenit o artistă pop foarte apreciată în toată Iugoslavia. 
A avut numeroase hituri rock, și a cântat melodii bosniace de sevdalinka (ca de exemplu Omer beže), precum și cântece croate de Crăciun. 
Pe lângă faptul că a fost o vedetă a muzicii populare croate, ea a fost foarte apreciată pescena rockului iugoslav. Este cunoscută pentru vocea sa puternică, pe care o descrie drept contralto, precum și pentru simțul ei unic al modei.
La 5 martie 2015, a sărbătorit 40 de ani de la apariția operei rock Gubec-beg.
În 2018, Josipa a concertat la Belgrad, Skopje, Sarajevo, Podgorica, Krk, Zürich, Varaždin, Munchen, Göteborg, Stockholm și Zadar și în alte orașe.
Ea a avut o relație cu muzicianul croat Karlo Metikoš (care a interpretat și sub pseudonimul Matt Collins), pe care ea l-a cunoscut în 1971. Acesta a murit în decembrie 1991. Împreună au colaborat la 13 LP-uri. Ea i-a dedicat mai multe concerte.
În februarie 2020, Josipa a interpretat imnul croat la ceremonia de inaugurare a președintelui Croației, Zoran Milanović. Avocatul Boško Županović a depus o plângere penală pentru interpretarea și intonarea imnului național al Croației în mod derogatoriu în timpul inaugurării.

## Discografie
- Dnevnik jedne ljubavi (1973) (Jurnalul unei iubiri)
- Najveći uspjesi '68 ./ '73. (1974) (Cele mai mari hituri 68 - 73)
- Gubec-Beg (1975, Operă rock de Karlo Metikoš și Ivica Krajač)
- Josipa Lisac & B.P. Convention Big Band International (1976)
- Made in USA (1979)
- Hir, hir, hir (1980)
- Lisica (1982) (Vulpe)
- Hoću samo tebe (1983) (Te vreau doar pe tine)
- Boginja (1987) (Zeiță)
- Balade (1987) (Balade)
- Live in Lap (1991)
- Čestit Božić (1992) (Crăciun fericit)
- Ritam kiše (1993) (Ritmul ploii)
- Koncert u čast Karla Metikoša (1995) (Concert în onoarea lui Karlo Metikoš)
- Antologija (Vol. I - VIII) (1997)
- The Best of (1998)
- Život (2000) (Viață)
- Live (2000)
- Live in Concert (2002)
- Koncert ljubavi u čast Karla Metikoša, DVD (2007) (Concert de dragoste în onoarea lui Karlo Metikoš)
- Živim po svome (2009)